# Алексенко, Геннадий Васильевич
Генна́дий Васи́льевич Але́ксенко (1906—1981) — советский государственный деятель, министр промышленности средств связи СССР (1947—1953).

## Биография
Родился 25 марта (6 апреля) в Астрахани в семье служащего. Учился в Астраханском механическом техникуме (1923—1925), Бакинском политехническом институте (с 1925), МЭИ (1929—1930). Доктор технических наук (1964), профессор (1965). Член ВКП(б) с 1940 года.
- 1930—1932 — инженер лаборатории на Московском трансформаторном заводе имени В. В. Куйбышева.
- 1932—1937 — старший инженер лаборатории на Московском трансформаторном заводе имени В. В. Куйбышева.
- 1937—1939 — главный инженер Московского трансформаторного завода имени В. В. Куйбышева.
- 1939—1940 — заместитель председателя Технического совета Народного комиссариата электростанций и электропромышленности СССР.
- 1940—1941 — начальник Главного управления электроаппаратурной и приборостроительной промышленности Наркомата электропромышленности СССР.
- 1941—1942 — начальник военного отдела и член коллегии Наркомата электропромышленности СССР.
- 1942—1946 — заместитель наркома электропромышленности СССР и одновременно начальник 1-го Главного управления, а с июня 1945 года — начальник 9-го Главного управления наркомата.
- 1946—1947 — заместитель министра электропромышленности СССР и одновременно с августа 1946 года начальник Технического управления и председатель Технического совета министерства.
- Март — май 1947 года — заместитель председателя Комитета по изобретениям и открытиям при СМ СССР.
- 1947—1953 — министр промышленности средств связи СССР.
- 1947—1949 — первый заместитель председателя Комитета № 3 при СМ СССР.
- Март — август 1953 года — член коллегии Министерства электростанций и электропромышленности СССР.
- С августа 1953 года — заведующий отделом среднего машиностроения управления делами СМ СССР.
- С ноября 1955 года — заместитель председателя Государственного комитета СССР по новой технике.
- С октября 1957 года — заместитель председателя Государственного научно-технического комитета СМ СССР.
- С апреля 1961 года — заместитель председателя Государственного комитета СМ СССР по координации научно-исследовательских работ.
- 1965—1980 — заместитель председателя Государственного комитета СМ СССР по науке и технике.

Кандидат в члены ЦК КПСС в 1952—1956 годах.
Зав. кафедрой электротехники МИСС. Один из авторов книги «Испытание мощных трансформаторов и реакторов», М., 1978, 520 с. и др.книг.
Умер 21 ноября 1981 года. Похоронен в Москве.

## Награды и премии
- Сталинская премия третьей степени (1943) — за разработку и внедрение новой значительно более производительной технологии производства деталей боеприпасов.
- Сталинская премия первой степени (1953) — за разработку и внедрение в промышленность электромагнитного метода разделения изотопов и получение этим методом лития-6[1][2]..
- два ордена Ленина (1949, 1966)
- орден Октябрьской Революции
- пять орденов Трудового Красного Знамени (1939; 21.01.1944; 14.05.1956; 09.09.1961; 02.04.1976)
- орден Красной Звезды (1943)
- медали